# 4755 Nicky
4755 Nicky è un asteroide della fascia principale. Scoperto nel 1931, presenta un'orbita caratterizzata da un semiasse maggiore pari a 2,2835034 UA e da un'eccentricità di 0,2503896, inclinata di 3,08578° rispetto all'eclittica.
Dal 28 maggio al 27 giugno 1991, quando 4805 Asteropaios ricevette la denominazione ufficiale, è stato l'asteroide denominato con il più alto numero ordinale. Prima della sua denominazione, il primato era di 4751 Alicemanning.
L'asteroide è dedicato a Nichole Tombaugh, nipote dello scopritore.